# Picaflors becgròs
El picaflors becgròs (Dicaeum agile) és una espècie d'ocell de la família dels diceids (Dicaeidae) que habita boscos i conreus del nord-est del Pakistan, l'Índia, Sri Lanka, Myanmar, Indoxina, nord de Sumatra, oest de Java, nord de Borneo, Sumba, Flores, Alor i Timor.